# チャイニーズ・ゴースト・ストーリー2
『チャイニーズ・ゴースト・ストーリー2』（原題：倩女幽魂2 人間道、英題：A Chinese Ghost StoryII The Story continues…）は、1990年公開の香港映画。前作の直後から始まる正当な続編。

## ストーリー
シウシンを彼女の故郷に埋葬しインと別れたツォイサンは元の町に戻って来た。だがその町はすっかり荒れ果て人々の心も荒んでおり、ツォイサンは無実の罪で投獄されてしまう。
牢でジェゴッ・オウロンという老人と知り合ったツォイサンは、ある夜高官の息子の身代わりに処刑されそうになる。だがジェゴッに抜け穴を教えてもらい、何とか逃げ出すことに成功した。外に出たツォイサンは馬を見つけ、ジェゴッが用意してくれたものと思い込んで乗って立ち去るが、その馬はヤッイップのものであった。大雨に降られ正気山荘という廃屋にたどり着いたツォイサンは、追いついたヤッイップと口論になるが、雨宿りのためにそこに泊まることにした。
妖怪の気配を感じたツォイサンは外に出るが、そこで仮面をかぶった白ずくめの集団に襲われる。白ずくめの一人はシウシンと瓜二つであった…。

## スタッフ
- 監督：チン・シウトン
- 製作：ツイ・ハーク
- 製作総指揮：クローディー・チャン
- 脚本：ルン・ユー・ミン、ケム・ライ・タオ、ロー・タイ・モ
- 撮影：アーサー・ウォン（英語版）
- 編集：マルコ・マク（英語版）
- 音楽：ロメオ・ディアズ（英語版）、ジェームズ・ウォン
- 武術指導：チン・シウトン、ラウ・チーホウ、胡智龍

## 登場人物
ニン・ツォイサン（寧采臣）：レスリー・チャン
郭北県の町まで店の借金を集金するために旅をしていた書生の青年。シウシンの遺骨を弔い、インと別れて集金係をしていた店のある町に戻って来たが、そこで無実の罪で投獄されてしまう。身代わりとして処刑されそうになるところをジェゴッ・オウロンという老人に助けられる。正気山荘でヤッイップやチンフォンたちと出会うが、ジェゴッが荷物の中に潜ませた物によって賢人として名高いジェゴッ・オウロンと勘違いされてしまう。シウシンと瓜二つのチンフォンに惹かれる。
イン・チェッハー（燕赤霞）：ウー・マ
蘭若寺に住む道士。シウシンを弔った後、何か困ったことがあれば寺に来るようにツォイサンに告げて蘭若寺に戻る。
チュン・チンフォン（傳清風）：ジョイ・ウォン
正気山荘でツォイサンを襲撃した白ずくめの集団のリーダー。無実の罪で捕らえられた父を救うために旅する義賊姉妹の姉。容姿はシウシンと瓜二つ。親の決めた婚約者がいるがツォイサンに惹かれてしまう。
チュン・ユッチー（傳月池）：ミッシェル・リー
正気山荘でツォイサンを襲撃した白ずくめの集団の一人。チンフォンの妹。彼女もツォイサンに惹かれるが姉と争いたくないと考えている。
チーシャウ・ヤッイップ（知秋一葉）：ジャッキー・チュン
用を足している間に馬をツォイサンに乗り逃げされた青年道士。崑崙派で修行しており、地中を潜る術や金縛りの術が使える。俗世を捨てたので出世などには無欲。
チュン・ティンジウ（傳天仇）：ラウ・シウミン
チンフォンとユッチーの父親。大臣だったが無実の罪に問われて捕まってしまう。
ジョー隊長（左千戸）：ワイズ・リー
チュンを十里亭に移送する役人たちを束ねる男。術は使えないが五本の剣や槍、短剣・鞭などを使って戦う。
フードウジーホン大師（普渡慈航）：ラウ・シュン
祭事にて皇帝に様々な助言をする高僧。その正体は龍になり損ねた大ムカデで、殺した人間の皮をかぶってその者になりすましていた。国を乱していた元凶。

## キャスト
| 役名                              | 俳優                   | 日本語吹替 | 日本語吹替   | 日本語吹替 |
| 役名                              | 俳優                   | ソフト版   | テレビ東京版 |            |
| --------------------------------- | ---------------------- | ---------- | ------------ | ---------- |
| ニン・ツォイサン                  | レスリー・チャン       | 島田敏     | 松本保典     |            |
| チュン・チンフォン シッ・シウシン | ジョイ・ウォン         | 島本須美   | 井上喜久子   |            |
| イン・チェッハー                  | ウー・マ               | 内海賢二   | 藤本譲       |            |
| チュン・ユッチー                  | ミッシェル・リー       | 土井美加   | 水谷優子     |            |
| チーシャウ・ヤッイップ            | ジャッキー・チュン     | 堀内賢雄   | 藤原啓治     |            |
| チュン・ティンジウ                | ラウ・シウミン         | 沢木郁也   | 塚田正昭     |            |
| ジョー隊長                        | ワイズ・リー           | 谷口節     | 江原正士     |            |
| フードウジーホン大師              | ラウ・シュン           | 竹口安芸子 | さとうあい   |            |
| ニセ仏                            |                        | 郷里大輔   |              |            |
| ジェゴッ・オウロン                | クー・フェン           | 伊井篤史   |              |            |
| 大師の行列                        | ヤン・チンチン         |            |              |            |
| 故郷の村の女性                    | オーヤン・フィーフィー |            |              |            |

- テレビ東京版：初回放送1992年11月5日『木曜洋画劇場』

## 関連作品
- チャイニーズ・ゴースト・ストーリー
- チャイニーズ・ゴースト・ストーリー3
- チャイニーズ・ゴースト・ストーリー スーシン